# Megarhyssa indica
Megarhyssa indica là một loài tò vò trong họ Ichneumonidae.